# Hieracium levicaule
Hieracium levicaule es una especie de planta con flor del género Hieracium, de la familia Asteraceae, orden Asterales.

## Distribución
Hieracium levicaule se distribuye por Austria, Bielorrusia, Bélgica, Bulgaria, Rusia, exChecoslovaquia, Dinamarca, Finlandia, Francia, Alemania, Gran Bretaña, Hungría, Irlanda, Italia, Krym, Países Bajos, Cáucaso Norte, Noruega, Polonia, Rumanía, España, Suecia, Suiza, Transcaucasia, Turquía, Ucrania y exYugoslavia.

## Taxonomía
Fue descrita científicamente por Jord.
Tratamiento taxonómico
La especie aparece registrada en una sección de la publicación Index Seminum (DIJON, Divionensis).